# Padmanabhan Balaram

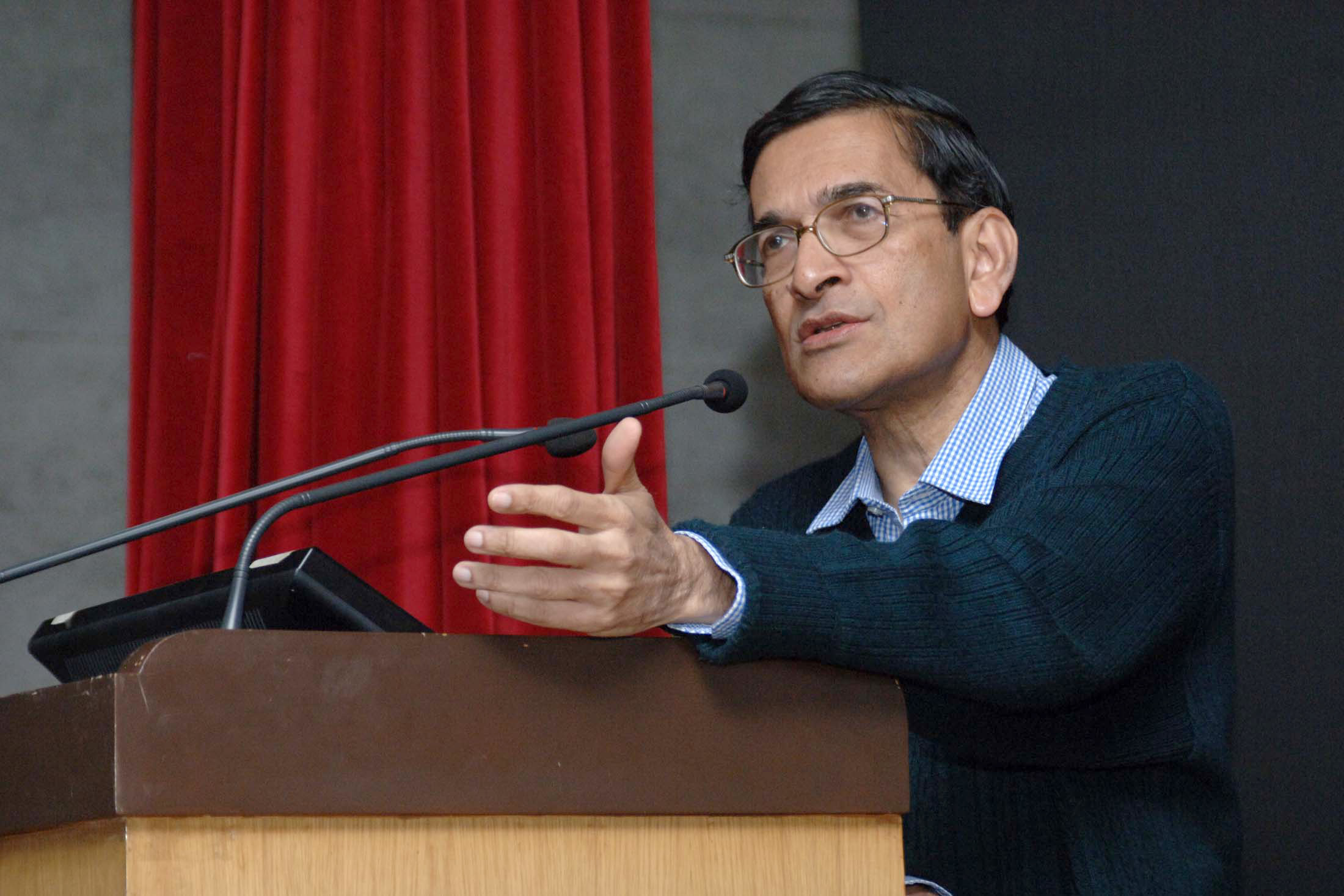
Padmanabhan Balaram, 2015

Padmanabhan Balaram (* 19. Februar 1949) ist ein indischer Biochemiker.
Balaram studierte Chemie an der Universität Pune (Fergusson College) mit dem Abschluss 1967 und am Indian Institute of Technology in Kanpur (Master-Abschluss 1969) und wurde 1972 bei Aksel Bothner-By an der Carnegie Mellon University promoviert. In seiner Dissertation studierte er den Kern-Overhauser-Effekt als Anzeichen molekularer Konformation. Als Post-Doktorand war er bei Robert Burns Woodward an der Harvard University und arbeitete an der Synthese des Antibiotikums Erythromycin. Ab 1973 war er Lecturer am Indian Institute of Science in Bangalore, wurde 1977 Assistant Professor, 1982 Associate Professor und 1986 Professor. Er war 1995 bis 2000 der Vorsitzende der Molecular Biology Unit und  2000 bis 2005 Vorsitzender der  Abteilung Biologie. Ab 2005 war er Direktor des Indian Institute of Science.
Balaram befasst sich mit Struktur, Konformation und biologischer Aktivität natürliche und künstlicher Peptide. Er untersuchte Transmembran-Peptid-Kanäle, Konformations-Modelle der Peptidfaltung und unternahm chemische und biophysikalische Studien an Membranen, zum Beispiel mit Fluoreszenz-Methoden. Er synthetisierte Kanal-Peptide, untersuchte ihre biologische Aktivität und Konformation und entwickelte das Helix-Dipol-Modell für diese Kanäle. Weiterhin befasste er sich mit Entwurf und Synthese von Modell-Peptiden, speziell Disulfiden, was bioorganische Modelle für Redox-Proteine mit aktiven Disulfid-Schleifen lieferte. Er identifizierte viele Faktoren, die Faltung und Konformation künstlicher Peptide beeinflussen und untersuchte Elemente der Moleküle, die eine Schlüsselrolle bei der Ausbildung der Sekundärstruktur-Motiven (Helices, β-Schleife, β-Faltblatt).
Mit Isabella Karle war er ein Pionier in der Verwendung von alpha-Amino-Isobuttersäure um Peptid-Konformationen zu beeinflussen und Helices zu induzieren und zu stabilisieren.
Er untersuchte auch natürliche Peptide zum Beispiel aus Pilzen und Kegelschnecken und Triosephosphatisomerase (TIM) des Malaria-Erregers.
1986 erhielt er den Shanti-Swarup-Bhatnagar-Preis, 1994 den Preis der Third World Academy of Sciences, 2002 den Padma Shri, 2004 die Jagdish Chandra Bose Medal, 2014 den Padma Bhushan und 2021 den R. Bruce Merrifield Award. Er ist Mitglied der Indian National Science Academy.